# Taglio-Isolaccio
Taglio-Isolaccio (kors. Tagliu è Isolacciu) – miejscowość i gmina we Francji, w regionie Korsyka, w departamencie Górna Korsyka.
Według danych na rok 1990 gminę zamieszkiwało 526 osób, a gęstość zaludnienia wynosiła 46 osób/km².